# Tiszadobi pontonhíd
A Tiszadobi pontonhíd egynyomú közúti pontonhíd a Tiszán, Tiszadob és Tiszalúc között; a 3612-es út nyomvonala vezet végig rajta. Hossza 169 méter, az útpálya 2,7 méter széles.
Az átkelő a tiszadobi vízmércén mért -150 és +480 cm közötti vízállás között üzemel. A vízállás változása esetén az útpálya hidraulikus szintezésére nincs lehetőség, annak magassága csak hídfőkben kialakított alsó és felső csatlakozások közötti átszereléssel változtatható. A megengedett legnagyobb sebesség 5 km/h, az előírt követési távolság 100 m. Jelzőlámpás forgalomirányítás nincsen; a jól belátható hídra előbb felhajtó járműnek van elsőbbsége. Nagyobb hajók áthaladását egy 49 m hosszú kiúszó tag kiszerelésével biztosítják. 
Az átkelőhelyet évszázadok óta használják. 1942-ben pontonhidat telepítettek ide, de azt 1944-ben a visszavonuló német hadsereg felrobbantotta, és csak 1949-ben állították helyre. Mai formáját 1986-ban nyerte el.
Téli időszakban komp helyettesíti.